# ISO 5800
Die internationale Norm ISO 5800 wurde erstmals als ISO 5800:1979 (“Photography – Determination of ISO speed of colour negative films for still photography”) am 1. Februar 1979 verabschiedet und definiert die Lichtempfindlichkeiten von Farb-Negativfilmen, die für die Stehbildfotografie verwendet werden. Außerhalb des Einflussbereiches der Norm sind deshalb Filmmaterial für die Luftbildfotografie und Farb-Negativfilme zur Herstellung von Zwischennegativen. Revisionen der Norm erfolgten am 1. November 1987 mit ISO 5800:1987 und 2001 mit ISO 5800:1987/Cor 1:2001. In Deutschland ist die Norm im Juni 1998 als DIN ISO 5800 übernommen worden. Seit Juni 2002 ersetzt sie in Deutschland die DIN 4512-5, deren letzte Ausgabe vom November 1990 stammt.
Die vor der ISO 5800 verwendeten ASA- und DIN-Normen für die Angabe von Filmempfindlichkeiten sind in die ISO-Norm eingeflossen. Die ISO-Norm gibt für jede Lichtempfindlichkeit zwei Werte an, nämlich den linearen ISO-Wert (entsprechend dem linearen ASA-Wert nach ASA PH 2.5 1960) und den logarithmischen ISO-Wert (der den ab 1961 gültigen DIN-Graden nach DIN 4512 entspricht und zur besseren Unterscheidung mit Gradzeichen geschrieben wird).
Für beide Skalierungen gilt: je höher die Zahl, desto lichtempfindlicher der Film. Für die lineare ISO-Skalierung gilt: ein doppelter Wert entspricht der doppelten Empfindlichkeit. In der logarithmischen ISO-Skalierung entspricht eine Erhöhung um 3° einer Verdoppelung (wie bei Dezibel), eine Differenz von 20° gerade einer Verhundertfachung der Empfindlichkeit.
In der Fotografie bedeutet die Verdoppelung der Lichtempfindlichkeit des Filmmaterials, dass man bei gegebenen Lichtverhältnissen die Belichtungszeit halbieren kann, um Verwacklungen zu vermeiden, oder das Objektiv um eine Blendenstufe weiter schließen kann, um eine größere Schärfentiefe zu erzielen.
Eine weitere Eigenschaft analogen Filmmaterials, die eng mit seiner Empfindlichkeit verbunden ist, ist die Körnung. Je höher die Empfindlichkeit des Filmmaterials, desto gröber ist das Korn und desto geringer ist das Auflösungsvermögen der Fotoemulsion. Einige ältere konventionelle hochempfindliche Schwarzweißfilme wie der Kodak Recording 2463 oder der Ilford HP4 weisen eine erhöhte Rotempfindlichkeit (superpanchromatische Sensibilisierung) auf.
Die gängigsten ISO-5800-Werte sind 25/15°, 50/18°, 100/21°, 200/24°, 400/27°, 800/30°, 1000/31°, 1600/33° und 3200/36°. Einfache Amateurkameras sind oft nur für Filme mit ISO 100/21° bis 400/27° ausgelegt. In der Praxis wird häufig nur der lineare ISO-Wert angegeben, z. B. bezeichnet ISO 100 eigentlich ISO 100/21°. Auch eine Angabe wie ISO 21° ist im Standard erlaubt.
Bei japanischen Fotoapparaten wurden die zuvor üblichen Filmempfindlichkeitsskalen in "ASA" (und/oder "DIN") seit ca. 1982 durch Angaben in "ASA/ISO" abgelöst, ab ca. 1985 finden sich dann nur noch "ISO"-Beschriftungen.

## Gegenüberstellung linearer und logarithmischer ISO-5800-Werte
| Sv     | ISO linear                 | ISO logarithmisch          |
| (APEX) | (ASA-Skalierung 1960–1987) | (DIN-Skalierung 1961–2002) |
| ------ | -------------------------- | -------------------------- |
|        | 0,63                       | −1°                        |
| −2     | 0,75                       | 0°                         |
|        | 1,0                        | 1°                         |
|        | 1,25                       | 2°                         |
| −1     | 1,5                        | 3°                         |
|        | 2,0                        | 4°                         |
|        | 2,5                        | 5°                         |
| 0      | 3 (3,125)                  | 6°                         |
|        | 4                          | 7°                         |
|        | 5                          | 8°                         |
| 1      | 6 (6,25)                   | 9°                         |
|        | 8                          | 10°                        |
|        | 10                         | 11°                        |
| 2      | 12 (12,5)                  | 12°                        |
|        | 16                         | 13°                        |
|        | 20                         | 14°                        |
| 3      | 25                         | 15°                        |
|        | 32                         | 16°                        |
|        | 40                         | 17°                        |
| 4      | 50                         | 18°                        |
|        | 64                         | 19°                        |
|        | 80                         | 20°                        |
| 5      | 100                        | 21°                        |
|        | 125                        | 22°                        |
|        | 160                        | 23°                        |
| 6      | 200                        | 24°                        |
|        | 250                        | 25°                        |
|        | 320                        | 26°                        |
| 7      | 400                        | 27°                        |
|        | 500                        | 28°                        |
|        | 640                        | 29°                        |
| 8      | 800                        | 30°                        |
|        | 1000                       | 31°                        |
|        | 1250                       | 32°                        |
| 9      | 1600                       | 33°                        |
|        | 2000                       | 34°                        |
|        | 2500                       | 35°                        |
| 10     | 3200                       | 36°                        |
|        | 4000                       | 37°                        |
|        | 5000                       | 38°                        |
| 11     | 6400                       | 39°                        |
|        | 8000                       | 40°                        |
|        | 10.000                     | 41°                        |
| 12     | 12.500 (12.800)            | 42°                        |
|        | 16.000                     | 43°                        |
|        | 20.000                     | 44°                        |
| 13     | 25.000 (25.600)            | 45°                        |
|        | 32.000                     | 46°                        |
|        | 40.000                     | 47°                        |
| 14     | 50.000 (51.200)            | 48°                        |
|        | 64.000                     | 49°                        |
|        | 80.000                     | 50°                        |
| 15     | 100.000 (102.400)          | 51°                        |
|        | 125.000                    | 52°                        |
|        | 160.000                    | 53°                        |
| 16     | 200.000 (204.800)          | 54°                        |
|        | 250.000                    | 55°                        |
|        | 320.000                    | 56°                        |
| 17     | 400.000 (409.600)          | 57°                        |
|        | 500.000                    | 58°                        |
|        | 640.000                    | 59°                        |
| 18     | 800.000                    | 60°                        |
|        | 1.000.000                  | 61°                        |
|        | 1.250.000                  | 62°                        |
| 19     | 1.600.000                  | 63°                        |
|        | 2.000.000                  | 64°                        |
|        | 2.500.000                  | 65°                        |
| 20     | 3.200.000                  | 66°                        |
|        | 4.000.000                  | 67°                        |

Die Werte 4/7° bis 3200/36° sind in ISO 5800:1987, die Werte 6/9° bis 10.000/41° in ISO 12232:1998 definiert, höhere Werte sind entsprechend den dort vorgestellten Konventionen „im Sinne der Norm“ extrapoliert. Canon und Nikon verwenden für einige der hohen Empfindlichkeitsangaben jedoch seit 2009 leicht abweichende Werte (in Klammern), die sich direkt aus der Multiplikation ergeben. Die zugehörigen Empfindlichkeitsleitwerte Sv (engl. speed value / sensitivity) (auch als logarithmische ASA-Grad bekannt) unterstützen bei der Berechnung von Belichtungseinstellungen nach dem im Rahmen der ASA-Norm PH 2.5 1960 eingeführten APEX-System.

## Erläuterungen zu einzelnen Empfindlichkeiten

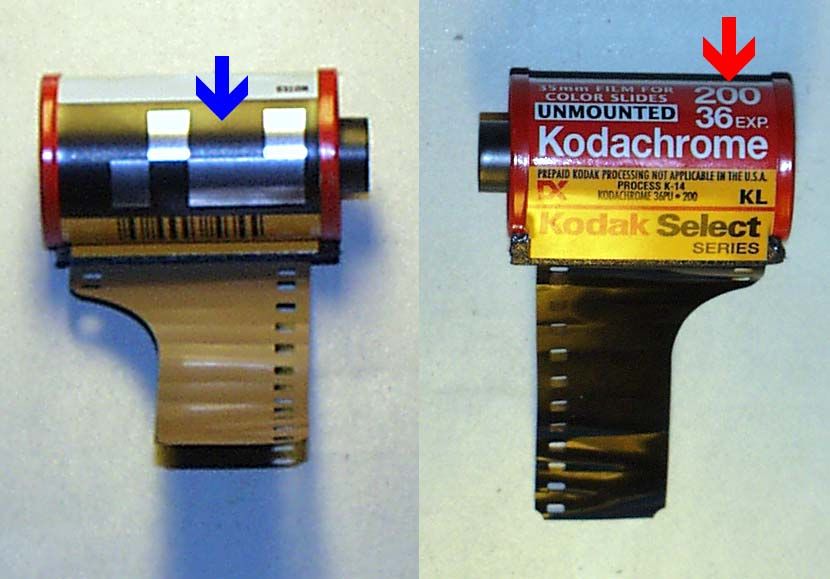
Die Filmempfindlichkeit ist bei Kleinbildfilmen auf den Patronen lesbar aufgedruckt (roter Pfeil) und als sogenannte „DX-Kodierung“ (blauer Pfeil) für die Kamera lesbar angebracht.

Für einfache Kameras und die meisten Anwendungsbereiche gängige Filme sind fett dargestellt.
| Filmempfindlichkeit (ISO) | Verwendungszweck |
| ------------------------- | --- |
| < 25/15°                  | Schwarzweiß-Dokumentenfilme, Reprofilme, frühe Farbnegativ- und Diafilme. |
| 25/15°                    | wurde als feinstkörniger Farbdiafilm bis 2004 hergestellt, Produktion eingestellt (Kodachrome 25) Kodak Ektar 25 war ein Farbnegativfilm dieser Empfindlichkeit. Wird derzeit ausschließlich für feinstkörnige Schwarzweiß-Filme verwendet. |
| 50/18°                    | heute wenig verbreiteter Film für sehr lichtreiche Situationen, bis in die 1970er Jahre Standardempfindlichkeit bei Diafilmen. Derzeit einziger erhältlicher Vertreter: Fuji Velvia 50. Häufig verwendet im Bereich der Naturfotografie in der Wüste, auf dem Meer oder im Schnee aufgrund der zum Teil extrem hohen Lichtwerte. Schwarzweißfilme dieser Empfindlichkeit sind meist besonders feinkörnig. |
| 64/19°                    | war nur als Diafilm von Kodak erhältlich, der entsprechende Kodachrome 64 war schärfer als 50er Filme anderer Hersteller wegen der speziellen Ein-Schicht-Emulsion. Produktion 2009 eingestellt. |
| 100/21°                   | seit Einführung des E-6-Prozesses Ende der 1970er Jahre Standardempfindlichkeit für Diafilm (zuvor meist 50/18°). Geeignet für qualitativ hochwertige Aufnahmen, erfordert bei knappen Lichtverhältnissen oder z. B. Sportaufnahmen sehr lichtstarke Objektive, Stativ oder Blitz. |
| 125/22°                   | wird beim Schwarzweiß-Standardfilm Ilford FP4 plus eingesetzt. eingestellte Farbnegativfilme vorwiegend für Porträts (u. a. Agfa Optima 125, Kodak Ektar 125). |
| 160/23°                   | ist Standard für Filme, die für Porträtaufnahmen gedacht sind (u. a. Kodak Portra 160, Fuji Pro 160). |
| 200/24°                   | Kompromiss zwischen den schärferen 100er und den empfindlicheren 400er Filmen, wegen der seit den 1980er Jahren zunehmend verbreiteten relativ lichtschwachen Zoomobjektive heute Standard bei Farbnegativfilm. Farbnegativfilme dieser Empfindlichkeit werden meist aus empfindlichkeitsreduziertem 400er-Film, Diafilme hingegen oft aus empfindlichkeitsgesteigerten 100er-Film abgeleitet. Zudem für SW-Diafilm verwendet (Agfa Scala 200x). |
| 400/27°                   | bis in die 1970er Jahre höchstempfindlicher Farbfilm bzw. hochempfindliches Schwarzweiß-Material mit eingeschränkter Vergrößerungsfähigkeit – oberhalb des Postkartenformats deutliches Korn. Mit der Einführung des APS-Formats Mitte der 1990er Jahre kamen jedoch wesentlich verbesserte Filme auch für Kleinbild auf den Markt, die heute auch wesentlich stärkere Vergrößerungen zulassen. |
| 800/30°                   | höchstempfindliche Filme für ungünstige Lichtbedingungen oder sehr kurze Belichtungszeiten, einfache Kameras erkennen Filme mit DX-Kodierung ab ISO 800/30° aufwärts oft nicht korrekt. Wird der Film nicht automatisch erkannt, stellen viele Kameras auf ISO 100/21° – die Bilder werden bei Dias und klassischem Schwarzweiß-Film unbrauchbar, da sie völlig überbelichtet sind. Mit Farbnegativmaterial sind allerdings meistens trotz der Fehlbelichtung noch akzeptable Ausbelichtungen möglich.                                                                            |
| ≥ 1000/31°                | Spezialfilme, die in manchen Kameras nur mit manueller Belichtungskorrektur verwendet werden können. Sie werden z. B. bei Konzerten, Theateraufführungen oder ähnlichen Anlässen benutzt, bei denen Blitzlicht verboten oder unangebracht ist. Ältere, konventionelle Filme wie der Kodak Recording weisen ein extremes Korn auf, das die Vergrößerungsfähigkeit stark einschränkt, andererseits aber auch als Stilmittel verwendet werden kann. Bei modernen Filmen werden sehr dünne Schichten produziert, die Filmkörnung kann bei einigen Filmtypen gezielt gesteuert werden. |

## Empfindlichkeitseinstellungen bei Digitalkameras
In der Digitalfotografie wird der ISO-Wert als Angabe des einstellbaren Belichtungsindexes verwendet. Dabei entsprechen die Werte in der praktischen Anwendung etwa denen des Filmmaterials. Da digitale Sensoren eine andere Übertragungscharakteristik als Silberfilm aufweisen, sind die angegebenen Werte jedoch nicht 1:1 vergleichbar.
Im Gegensatz zum Filmmaterial steigt bei der Digitalfotografie mit der Empfindlichkeit nicht die Körnung, sondern das Bildrauschen. Zudem vermindert sich der darstellbare Kontrastumfang, was gemeinsam, insbesondere im Zusammenhang mit Rauschunterdrückungsmechanismen, einen ähnlichen qualitätsmindernden Effekt auf die Aufnahme hat.
Die sinnvoll nutzbare Empfindlichkeit digitaler Sensoren hängt im Wesentlichen von der verwendeten Sensortechnologie (CCD-Sensor, CMOS), der effektiven Pixelgröße sowie der internen Signalverarbeitung ab. Der Bereich der einstellbaren Werte reicht bei kompakten Digitalkameras oder Smartphones mit kleinen Sensoren meist von ISO 50/18° bis ISO 400/27°, wobei Einstellungen von ISO 200/24° aufwärts bereits eine deutliche Minderung der Bildqualität bedeuten können. Systemkameras mit größeren Sensoren bieten einen weitaus größeren Einstellbereich, der häufig bis ISO 6400/39° noch Aufnahmen in akzeptabler Qualität ermöglicht. Darüber hinaus weisen manche Kameras erweiterte Modi auf, je nach Modell bis „ISO“ 4.000.000/67°, die jedoch starken Qualitätseinschränkungen unterliegen und häufig auch mit einer Reduzierung der Bildauflösung verbunden sind.